# チェリー (映画)
『チェリー』（Cherry）は、2021年制作のアメリカ合衆国の犯罪ドラマ映画。ルッソ兄弟監督、トム・ホランド主演。
元米軍兵士のニコ・ウォーカーが自身の実体験をつづった同名小説を原作に、イラク戦争でPTSDを患った青年がドラッグや犯罪に手を染めていく姿を描く。Apple TV+で2021年3月12日から配信。

## ストーリー
大学生のチェリーは、恋人エミリーとのすれ違いから失恋したと思い込み軍に志願入隊、衛生兵としてイラクに派兵された彼は戦場での壮絶な経験からPTSDを発症してしまう。
帰国後、チェリーは医師の治療を受けるが、その際に処方された麻薬性鎮痛薬の依存症となってしまう。彼は借金を返済するため、銀行強盗に手を染めるようになる。

## キャスト
※括弧内は日本語吹替。
- チェリー: トム・ホランド（榎木淳弥）
- エミリー: シアラ・ブラヴォ（安済知佳）
- ピルズ&コーク: ジャック・レイナー（日野聡）
- トミー: マイケル・リスポリ
- ヒメネス: ジェフ・ウォールバーグ
- ジェームズ・ライトフット: フォレスト・グッドラック（英語版）
- いとこのジョー: マイケル・ガンドルフィーニ
- 軍曹: プーチ・ホール
- マスターズ訓練係軍曹: デイモン・ウェイアンズ・Jr
- 医師: トーマス・レノン

## 作品の評価
Rotten Tomatoesによれば、213件の評論のうち高評価は37%にあたる79件で、平均点は10点満点中5.2点、批評家の一致した見解は「確かにスタイリッシュでトム・ホランドに演技の幅を広げるための歓迎される機会を提供しているが、『チェリー』の難点はあまりに陳腐で誰も大喜びさせることができないストーリーに起因している。」となっている。
Metacriticによれば、45件の評論のうち、高評価は9件、賛否混在は26件、低評価は10件で、平均点は100点満点中44点となっている。